# Knækbrød
Knækbrød er hårdt, tørt brød, en knasende slags rugbrød. Knækbrød kan spises som en del af et måltid, særligt morgenmad og frokost, og som mellemmåltid, med eller uden pålæg. Knækbrød bages som tynde, flade flager, der gives et fintmasket hulmønster ved hjælp af en pigget kagerulle (i fagsprog kaldet "svigermor"). Flagerne bages ved høj varme i kort tid, og derefter bliver de tørret. Da det færdige brød indeholder mindre end 10 % vand, er knækbrødets holdbarhed meget lang. Hvis man opbevarer det tørt, kan knækbrødet derfor være en vigtig del af madforrådet. Brødets lange holdbarhed var meget afgørende i ældre tid, da man manglede andre konserveringsmetoder. 
Knækbrød bages ofte af fuldkornsrugmel, og det fås både groft og fint, men iblanding af andre melsorter og forskellige, nyere smagsvarianter findes også. Brødet leveres både i firkantede og runde former, de sidste ofte med et hul i midten.
Det kan godt lade sig gøre at bage sit eget knækbrød, men det meste knækbrød laves industrielt. Hvis man vil bage sit eget, er den specielle, piggede kagerulle et godt hjælpemiddel.
I Sverige har 85 % af alle husholdninger knækbrød i huset, i Tyskland er det 45 %, og i Frankrig kun 8 %.